# Der Henker von London (1939)
Der Henker von London (Originaltitel: Tower of London) ist ein Spielfilm, der 1939 unter der Regie von Rowland V. Lee gedreht wurde. Produziert wurde er von Universal Pictures. Die Hauptfiguren Richard III. von England und dessen fiktiver Scharfrichter Mord werden von den damaligen Stars Basil Rathbone und Boris Karloff verkörpert.

## Handlung
Richard ist Duke von Glouchester und sein Bruder der Thronfolger von England. Doch Richard will selbst König werden und beginnt mithilfe seines finsteren Henkers Mord seine Konkurrenten auszuschalten. John Wyatt, der Geliebte von Lady Alice, wird nach Frankreich verbannt und der schwächliche König Heinrich wie auch der Duke von Clarence umgebracht. Immer wenn ein Konkurrent ausgeschaltet ist, entfernt Richard eine Figur aus einem Puppenhaus, das den Königshof darstellen soll. Sein Bruder Edward ist inzwischen König und ahnt nichts von Richards Tätigkeiten, so dass er diesen auf seinem Totenbett zum Protektor seiner Söhne ernennt. Nur noch Henry Tudor steht ihm im Weg, während John Wyatt zurückkehrt und königliche Truhen raubt. Wyatt wird gefangen genommen, kann aber entfliehen und zu Henry zurückkehren. Dieser kommt zurück und beendet die Schreckensherrschaft.

## Hintergrund
Vincent Price spielte hier in einer Nebenrolle den Duke of Clarence, der Richards Plänen zum Opfer fällt. Es war seine erste Rolle in einem Horrorfilm. Eine Neuverfilmung, in dem Price die Hauptrolle übernahm, wurde 1962 gedreht. 
Der Darsteller Ian Hunter musste von Universal für diesen Film von MGM ausgeliehen werden. Alan Hale senior sollte eigentlich Hunters Rolle spielen. Da dieser jedoch zumeist nur Nebenrollen spielte, meinte man, es sei schlechte Werbung.
Der Sohn des Hauptdarstellers Basil Rathbone, John Rodion, hat eine kleine Nebenrolle.

## Kritik
Die Kritik merkte vor allem an, dass der Film eher ein Horrorfilm als ein Historienfilm sei. Trotzdem wird der Film von den meisten eher dem historischen Drama als dem Horror-Genre zugeschrieben.

„Kein historisches Drama, sondern ein formal anspruchsloses Stück aus dem Horror-Panoptikum, das mit dem berühmten Shakespeare-Stoff kaum noch etwas gemein hat.“